# Андроповский район
Андро́повский райо́н — территориальная единица в Ставропольском крае России. В границах района образован Андроповский муниципальный округ.
Административный центр — село Курсавка.

## Физико-географическая характеристика
Географическое расположение
Район расположен в юго-западной части Ставропольского края. На севере граничит с Грачёвским районом, на востоке — с Александровским и Минераловодским районами, на юге — с Предгорным районом и Карачаево-Черкесией, на западе — с Кочубеевским и со Шпаковским районами:вкл. 6. Протяжённость территории с севера на юг — 75 км, с запада на восток — 60 км. Общая площадь территории составляет 2388 км². По этому показателю Андроповский район занимает 12-е место среди 26 районов Ставропольского края.
По территории района проходят федеральная автомагистраль «Кавказ», участок Северо-Кавказской железной дороги «Невинномысская — Минеральные Воды», нефтепровод «Малгобек — Тихорецк».
Геоморфология и геология
Рельеф местности пересечённый равнинный. Основная часть территории относится к Ставропольской возвышенности; в её северной части расположена Янкульская котловина, в восточной — Прикалаусские высоты, в южной — Кубано-Суркульская депрессия и Сычёвско-Воровсколесский массив:вкл. 5. В 6 км к западу от села Крымгиреевского находится гора Брык (688 м) — геолого-геоморфологический памятник природы. Гора представляет собой плосковершинный эрозионно-денудационный останец площадью около 12 км², сложенный неогеновыми отложениями. В 5 км к западу от станицы Воровсколесской имеется ещё один памятник природы — древнеоползневой массив Семистожки площадью 45 га, представленный компактной группой из семи куполовидных холмов с крутыми склонами. Эти уникальные образования были сформированы из смеси суглинков, супеси и песков со щебнем и глыбами песчаников в процессе развития мощного оползня в одну из активных стадий четвертичного горообразования, а характерные очертания «стогов сена» возникли позже под воздействием водной и ветровой эрозии.
Андроповский район относится к зоне чернозёмов, преимущественно солонцеватых с признаками слитности почвенного профиля. Чернозёмы предгорные выщелоченные распространены на пологих склонах, вершинах водоразделов; чернозёмы обыкновенные и карбонатные широкие — на плоских равнинах, вершинах водоразделов и склонах; чернозёмы различной степени солонцеватости — на покатых и пологих склонах. Последние из перечисленных разновидностей составляют 76 % всех земель района. Засоление почв здесь носит природный характер, поскольку их формирование происходило на изначально засоленных породах морского генезиса майкопского яруса.
Гидрография
Основные реки Андроповского района — Калаус, Суркуль, Большой Янкуль. Наиболее крупной из них является Калаус — четвёртая по протяжённости река в крае после Кубани, Терека и Кумы. Она начинается у южного склона горы Брык и пересекает Ставропольскую возвышенность с юга на север. Длина реки составляет 436 км, площадь бассейна — 9800 км². Подземные водные объекты представлены родниками и минеральными источниками (в том числе месторождениями минеральной воды типа «Ессентуки № 4» и «Ессентуки № 17»). На территории района находятся Большой Ставропольский, Широкий и Барсучковый каналы, а также одно из крупнейших водохранилищ региона — «Красное».
Климат
Территория района входит в зону умеренно влажного климата. Показатель ГТК колеблется от 1,1 до 1,3. Средняя температура января — 9 °C; средняя температура июля + 27 °C. Средняя годовая норма осадков составляет 557,1 мм; наибольшее количество осадков (70 %) обычно приходится на апрель-октябрь. Для района характерны малоснежная, неустойчивая зима и жаркое, сухое лето. В зимне-осенний период наблюдаются частые туманы. Продолжительность снежного периода — 63 дня, безморозного периода — 190 дней.
Растительный и животный мир
Значительную часть территории района занимает полынно-дерновинно-злаковая степь на засоленных почвах с участками разнотравно-ковыльно-типчаковой растительности. На холмах и склонах урочища «Семистожки» сохранился участок разнотравно-злаковой степи с редкими видами растений (ковыль-волосатик, тимьян Маршалла, астрагал австрийский и др.). На незалесенных склонах горы Брык развита целинная луговая и степная растительность, насчитывающая более 60 видов травянистых растений, включая редкие и исчезающие виды (пион узколистный, шаровница точечная, эремурус представительный и др.).
Относительно крупный ясенево-буковый лесной массив естественного происхождения расположен на Воровсколесских высотах. Ясени и буки имеют высоту до 25—30 м и диаметр стволов до 45—50 см. Встречаются граб, ильм, клён, липа, дуб. Подлесок представлен боярышником, бересклетом, бузиной, калиной, лещиной, бирючиной, кизилом, жимолостью, крушиной.
На территории района обитают: из млекопитающих — барсук, заяц-русак, лисица, енотовидная собака, слепыш, кустарниковая полёвка, ёж обыкновенный и др.; из птиц — степной орёл, кобчик полевой, канюк, иволга, кукушка, жаворонок и др.; из земноводных — малоазиатская лягушка, квакша, жаба зелёная и др.; из насекомых — жужелица кавказская и др.
Экология и охрана природы
В Андроповском районе имеются 4 особо охраняемые природные территории (ООПТ) регионального значения: 1 государственный природный заказник — «Лиман» и 3 памятника природы — «Гора Брык», «Урочище Семистожки» и «Буковый лес на Воровсколесских высотах (Чумацкий лес)». Общая площадь существующих ООПТ составляет 2317 га. Почти половину этой площади занимает территория биологического заказника «Лиман», основным объектом охраны которого является водно-болотный природный комплекс поймы реки Куршавка. Также планируется создание комплексного заказника «Брык» общей площадью 530 га (объект охраны — разнотравно-злаковая степь).

## История
Курсавский район образован 20 февраля 1924 года из волостей и сёл части бывшего Александровского уезда Ставропольской губернии с административным центром в посёлке Курсавский.
10 июля 1931 года Постановлением Президиума ВЦИК был упразднён Баталпашинский район. При этом Ново-хопёрский хутор из Овечкинского сельсовета был отнесён к Курсавскому району.
В 1934 году Северо-Кавказский край был разделён на Азово-Черноморский край (с центром в городе Ростове-на-Дону) и Северо-Кавказский край (с центром в городе Пятигорске). В состав последнего вошли 17 районов бывших Ставропольского и Терского округов, включая Курсавский район.
17 января 1943 года Курсавский район освобождён от немецко-фашистских захватчиков.
20 августа 1953 года был упразднён Нагутский район. Его территория передана Курсавскому району.
В 1963 году район был упразднён, но Указом Президиума Верховного Совета РСФСР от 11 декабря 1970 года был вновь воссоздан. В него вошли сельсоветы, ранее переданные другим районам, всего 8 сельсоветов с 29 населёнными пунктами.
15 марта 1984 года Курсавский район переименован в Андроповский (в честь Ю. В. Андропова).
Законом Ставропольского края от 31 января 2020 года, все муниципальные образования Андроповского муниципального района с 16 марта 2020 года были преобразованы путём их объединения в единое муниципальное образование Андроповский муниципальный округ.
Андроповский район выделяется как территориальная единица края.

## Символика
Действующий герб и флаг муниципального образования утверждены 25 декабря 2015 года.

## Население
| 1926    | 1931    | 1939    | 1959    | 1970    | 1979    | 1989    | 1990    | 1991    | 1992    | 1993    | 1994    | 1995    |
| ------- | ------- | ------- | ------- | ------- | ------- | ------- | ------- | ------- | ------- | ------- | ------- | ------- |
| 66 436  | ↗88 233 | ↘29 771 | ↗39 924 | ↗41 260 | ↘30 900 | ↗32 132 | ↗32 595 | ↗33 102 | ↗33 709 | ↗35 017 | ↗35 704 | ↗35 711 |
| 1996    | 1997    | 1998    | 1999    | 2000    | 2001    | 2002    | 2003    | 2004    | 2005    | 2006    | 2007    | 2008    |
| ↗35 804 | ↗35 812 | ↗35 933 | ↗36 039 | ↗36 141 | ↘35 985 | ↘35 670 | ↘35 603 | ↘35 483 | ↘35 310 | ↘35 178 | ↘35 005 | ↘34 877 |
| 2009    | 2010    | 2011    | 2012    | 2013    | 2014    | 2015    | 2016    | 2017    | 2018    | 2019    | 2020    | 2021    |
| ↘34 816 | ↗35 437 | ↘35 427 | ↘35 310 | ↘35 111 | ↘35 065 | ↘34 761 | ↘34 706 | ↘34 264 | ↗34 354 | ↘33 985 | ↘33 718 | ↘33 557 |
| 2023    | 2024    | 2025    |         |         |         |         |         |         |         |         |         |         |
| ↘33 526 | ↘33 305 | ↘33 193 |         |         |         |         |         |         |         |         |         |         |

На 1 января 2017 года плотность населения в Андроповском районе составила 14,5 чел./км².
Демография
Согласно информации, представленной в БД «Паспорт муниципального образования» Росстата, на территории района в 2011 году родилось 406 человек (без учёта мертворождённых), умерло — 402. В январе-сентябре 2017 года, по предварительным данным Ставропольстата, число родившихся в районе составило 249 человек, число умерших — 290 человек.
Гендерный состав
По итогам Всероссийской переписи населения 2010 года в районе проживали 16 842 мужчины (47,53 %) и 18 595 женщин (52,47 %).

### Национальный состав
По итогам переписи населения 2010 года в районе проживали представители следующих национальностей (национальности менее 1 %, см. в сноске к строке «Другие»):
| Национальность | Численность | Процент |
| -------------- | ----------- | ------- |
| Русские        | 26 289      | 74,19   |
| Армяне         | 1944        | 5,49    |
| Даргинцы       | 1638        | 4,62    |
| Греки          | 1078        | 3,04    |
| Чеченцы        | 1060        | 2,99    |
| Аварцы         | 559         | 1,58    |
| Другие         | 2869        | 8,10    |
| Итого          | 35 437      | 100,00  |

По итогам переписи населения 2020 года проживали следующие национальности (национальности менее 1 % и другое, см. в сноске к строке «Другие»):
| Национальность | Численность, чел. | Доля     |
| -------------- | ----------------- | -------- |
| Русские        | 24 677            | 73,54 %  |
| Даргинцы       | 1971              | 5,87 %   |
| Армяне         | 1490              | 4,44 %   |
| Чеченцы        | 1479              | 4,41 %   |
| Греки          | 783               | 2,33 %   |
| Аварцы         | 677               | 2,02 %   |
| Карачаевцы     | 342               | 1,02 %   |
| Другие         | 2138              | 6,37 %   |
| Итого          | 33 557            | 100,00 % |

## Муниципально-территориальное устройство до 2020 года
С 2004 до марта 2020 года в Андроповский муниципальный район входило 11 сельских поселений:
| №  | Сельское поселение            | Административный центр   | Количество населённых пунктов | Население (чел.) | Площадь (км²) |
| -- | ----------------------------- | ------------------------ | ----------------------------- | ---------------- | ------------- |
| 1  | село Крымгиреевское           | село Крымгиреевское      | 1                             | ↗1946            | 129,67        |
| 2  | село Султан                   | село Султан              | 1                             | ↘1629            | 170,10        |
| 3  | станица Воровсколесская       | станица Воровсколесская  | 1                             | ↗2471            | 162,70        |
| 4  | Водораздельный сельсовет      | село Водораздел          | 6                             | ↘2468            | 269,23        |
| 5  | Казинский сельсовет           | село Казинка             | 3                             | ↘1567            | 183,66        |
| 6  | Красноярский сельсовет        | село Красноярское        | 2                             | ↘1760            | 118,01        |
| 7  | Курсавский сельсовет          | село Курсавка            | 2                             | ↘12 471          | 146,96        |
| 8  | Куршавский сельсовет          | село Куршава             | 3                             | ↗1785            | 188,93        |
| 9  | Новоянкульский сельсовет      | посёлок Новый Янкуль     | 4                             | ↘1862            | 470,00        |
| 10 | Солуно-Дмитриевский сельсовет | село Солуно-Дмитриевское | 3                             | ↘3212            | 151,79        |
| 11 | Янкульский сельсовет          | село Янкуль              | 3                             | ↘2547            | 397,77        |

## Населённые пункты
Распределение населения района:
 Курсавка (34,70 %) Солуно-Дмитриевское (9,38 %) Воровсколесская (7,48 %) Крымгиреевское (5,75 %) Куршава (4,32 %) Остальные (38,37 %)
В районе 29 населённых пунктов:
| №  | Населённый пункт    | Тип     | Население | Муниципальное образование     |
| -- | ------------------- | ------- | --------- | ----------------------------- |
| 1  | Алексеевское        | село    | ↘600      | Красноярский сельсовет        |
| 2  | Верхний Калаус      | хутор   | ↘100      | Куршавский сельсовет          |
| 3  | Верхний Янкуль      | посёлок | ↗300      | Новоянкульский сельсовет      |
| 4  | Весёлый             | хутор   | ↘1        | Куршавский сельсовет          |
| 5  | Водораздел          | село    | ↘1340     | Водораздельный сельсовет      |
| 6  | Воровсколесская     | станица | ↗2483     | станица Воровсколесская       |
| 7  | Дубовая Балка       | село    | ↗400      | Водораздельный сельсовет      |
| 8  | Казинка             | село    | ↘1169     | Казинский сельсовет           |
| 9  | Каскадный           | посёлок | ↘600      | Водораздельный сельсовет      |
| 10 | Киан                | посёлок | ↘100      | Водораздельный сельсовет      |
| 11 | Кианкиз             | село    | ↗700      | Янкульский сельсовет          |
| 12 | Киан-Подгорное      | село    | ↗31       | Водораздельный сельсовет      |
| 13 | Красноярское        | село    | ↘1037     | Красноярский сельсовет        |
| 14 | Крымгиреевское      | село    | ↘1907     | село Крымгиреевское           |
| 15 | Кунаковский         | хутор   | ↘80       | Солуно-Дмитриевский сельсовет |
| 16 | Курсавка            | село    | ↘11 517   | Курсавский сельсовет          |
| 17 | Куршава             | село    | ↘1434     | Куршавский сельсовет          |
| 18 | Нижнеколонский      | хутор   | ↘400      | Янкульский сельсовет          |
| 19 | Нижний Янкуль       | посёлок | ↘250      | Новоянкульский сельсовет      |
| 20 | Николаевский        | хутор   | ↘100      | Солуно-Дмитриевский сельсовет |
| 21 | Новый Янкуль        | посёлок | ↘1122     | Новоянкульский сельсовет      |
| 22 | Овражный            | посёлок | ↘200      | Новоянкульский сельсовет      |
| 23 | Павловка            | хутор   | ↘29       | Водораздельный сельсовет      |
| 24 | Подгорное           | село    | ↘300      | Казинский сельсовет           |
| 25 | Солуно-Дмитриевское | село    | ↗3114     | Солуно-Дмитриевский сельсовет |
| 26 | Султан              | село    | ↗1667     | село Султан                   |
| 27 | Суркуль             | село    | ↗1259     | Курсавский сельсовет          |
| 28 | Терновский          | хутор   | ↘62       | Казинский сельсовет           |
| 29 | Янкуль              | село    | ↘1319     | Янкульский сельсовет          |

## Местное самоуправление
Председатели совета
- с 23 марта 2012 года — Сухоруков Николай Николаевич
- с 2 октября 2020 года — Ирина Геннадьевна Савина

Главы Администрации района
- 2010—2012 — Силантьев Владимир Валентинович
- с 14 ноября 2012 года — Бобрышева Нина Анатольевна

## Средства массовой информации
Телерадиокомпания «Новый день». Первая программа вышла в эфир 17 августа 1996 года. Компания прекратила свою деятельность 29 июня 2015 года.

## Люди, связанные с районом
13 жителей района стали Героями Советского Союза: Ф. Г. Буклов (с. Султан), Я. Ф. Гаркуша (с. Алексеевское), П. Е. Гусаков (х. Троицкий), А. А. Енжиевский (с. Водораздел), Ф. А. Зубалов (с. Красноярское), П. Т. Кашуба (с. Крымгиреевское), И. И. Лаар (с. Подгорное), И. М. Натаров (х. Николаевский), И. В. Орехов (п. Новый Янкуль), В. Г. Печенюк (с. Султан), Г. И. Скрипников (с. Султан), П. М. Стратийчук (с. Курсавка), Г. А. Чекменев (с. Янкуль).
Звания герой Социалистического Труда удостоен А. И. Рубачёв. Более 200 жителей района имеют правительственные награды за трудовую доблесть.
Более 360 человек принимали участие в боевых действиях в Афганистане, Чечне и других горячих точках. Многие воины-интернационалисты отмечены боевыми наградами, в их числе С. В. Воргулев, С. А. Ефименко, Р. Магомедов, С. С. Цветков, Г. В. Щенников и др. Среди награждённых за участие в боевых действиях в Чечне — А. Р. Баранов и В. В. Ильяш (посмертно), В. В. Борзенко, С. В. Кулаков, А. К. Отроков, Е. П. Ханов — орденом Мужества, имеют боевые награды — Г. А. Примаков, С. А. Марченко, А. В. Красильников и др.
Уроженцем Куршавы является известный художник М. А. Аболинь, имя которого вошло в библиографический словарь «Художники народов СССР». В с. Солуно-Дмитриевское родился Ю. В. Андропов — известный государственный деятель.